# توروالد استولتنبرگ
توروالد استولتنبرگ (انگلیسی: Thorvald Stoltenberg؛ زاده ۸ ژوئیهٔ ۱۹۳۱ – درگذشته ۱۳ ژوئیه ۲۰۱۸) یک سیاست‌مدار اهل نروژ بود.